# Руази
Руази́ (фр. Roizy) — коммуна во Франции, находится в регионе Шампань — Арденны. Департамент коммуны — Арденны. Входит в состав кантона Асфельд. Округ коммуны — Ретель.
Код INSEE коммуны — 08368.
Коммуна расположена приблизительно в 150 км к северо-востоку от Парижа, в 55 км севернее Шалон-ан-Шампани, в 55 км к юго-западу от Шарлевиль-Мезьера.

## Население
Население коммуны на 2008 год составляло 247 человек.
| 1962 | 1968 | 1975 | 1982 | 1990 | 1999 | 2008 |
| ---- | ---- | ---- | ---- | ---- | ---- | ---- |
| 239  | 260  | 212  | 197  | 205  | 223  | 247  |

## Экономика
В 2007 году среди 163 человек в трудоспособном возрасте (15—64 лет) 123 были экономически активными, 40 — неактивными (показатель активности — 75,5 %, в 1999 году было 73,7 %). Из 123 активных работали 114 человек (63 мужчины и 51 женщина), безработных было 9 (6 мужчин и 3 женщины). Среди 40 неактивных 14 человек были учениками или студентами, 15 — пенсионерами, 11 были неактивными по другим причинам.

## Достопримечательности
- Церковь Нотр-Дам-де-Руази[фр.] (XIII век). Исторический памятник с 1920 года[3]

## Фотогалерея

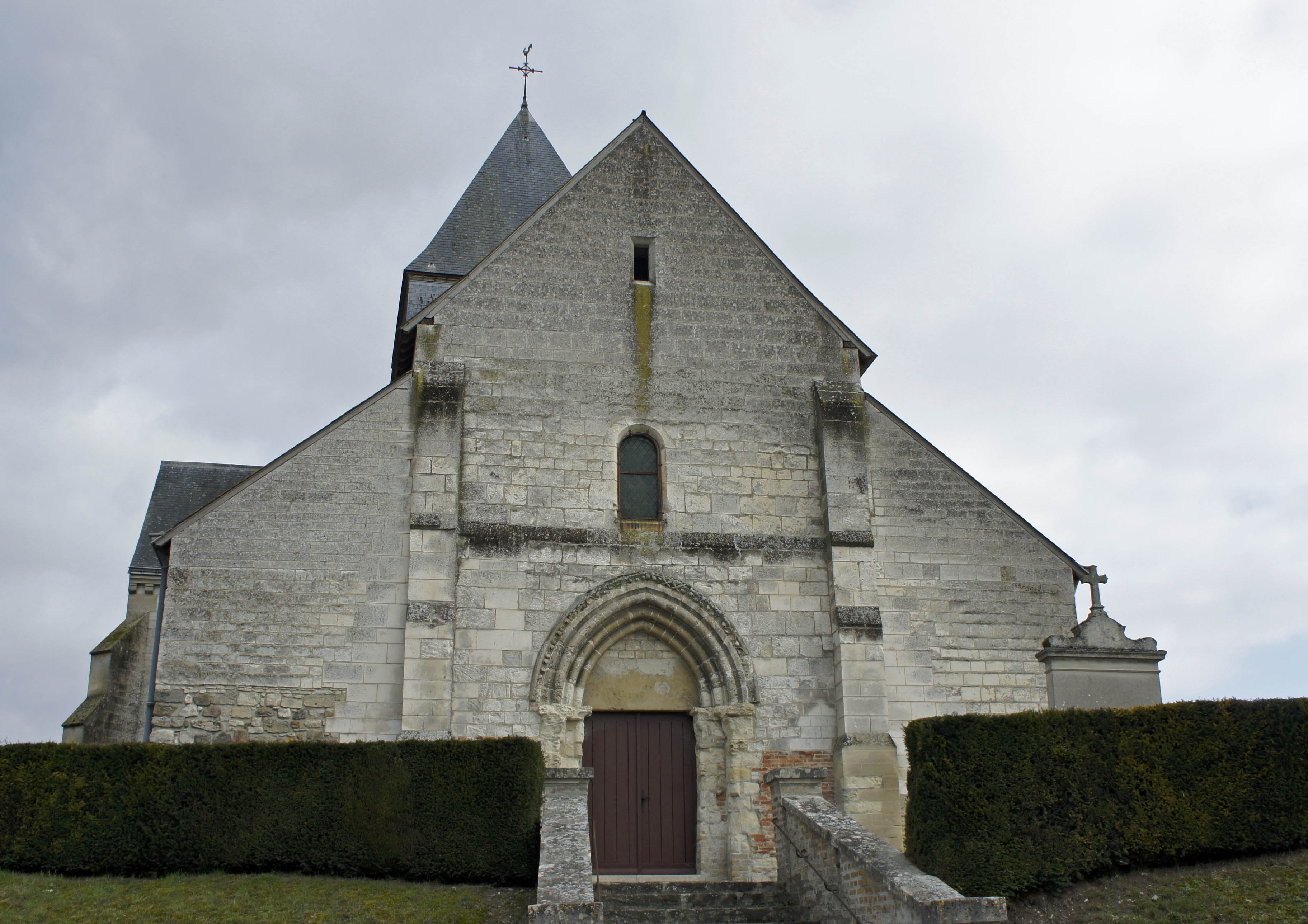
Церковь Нотр-Дам
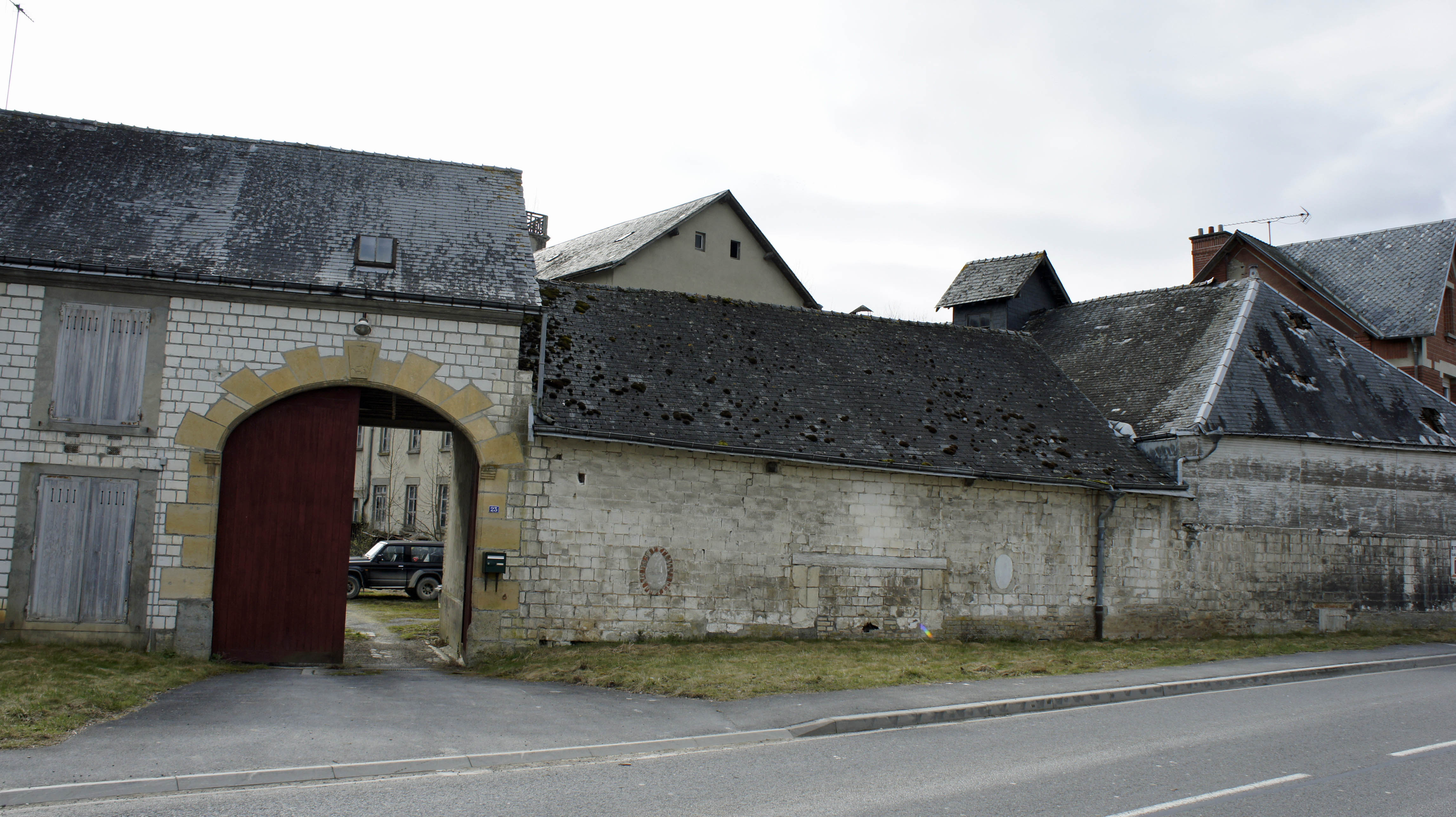
Бывший мукомульный завод
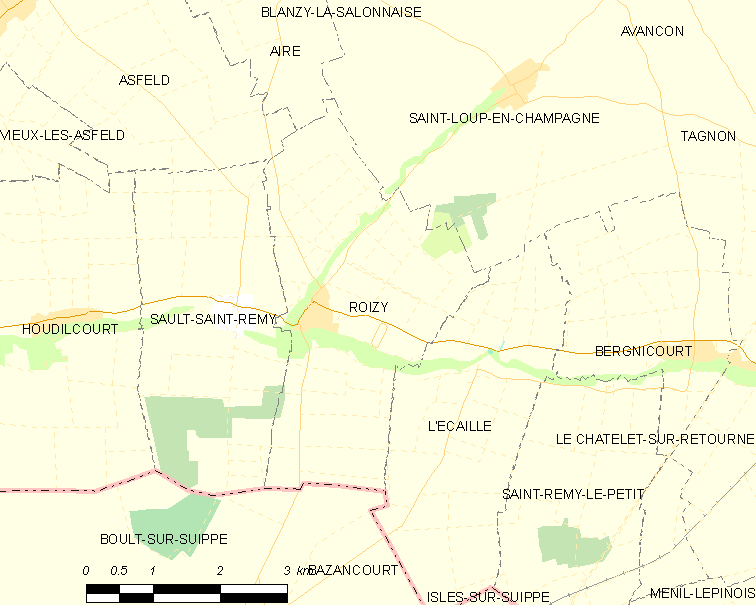
Карта коммуны